# Eisenbahnunfall von Tabas
Der Eisenbahnunfall von Tabas war der Zusammenstoß eines Reisezuges mit einem im Gleis stehenden Bagger am 8. Juni 2022 im Iran. 21 Menschen starben.

## Ausgangslage
Der Nachtzug war von Maschad nach Yazd auf der Nord-Süd-Bahn unterwegs. Er führte 11 Wagen und war mit etwa 350 Reisenden besetzt.

## Unfallhergang
Etwa 50 km von der Oase Tabas entfernt fanden Bauarbeiten an der Strecke statt. Ein dabei eingesetzter Bagger verließ das Lichtraumprofil des Zuges offenbar nicht rechtzeitig. Trotz Bremsens stieß der Zug mit dem Bagger gegen 5:30 Uhr zusammen. Dabei entgleisten acht Wagen, einige stürzten um. Die Unfallstelle liegt in einer entlegenen Wüstenregion.

## Folgen
21 Menschen starben, mindestens 47 wurden darüber hinaus und zum Teil schwer verletzt.
Die Verletzten wurden auch mit Rettungshubschraubern geborgen.